# Southern soul
Southern soul é uma vertente da música soul surgida no sul dos Estados Unidos, também pode ser chamado de deep soul ou country soul.
Os termos deep soul, country soul e southern soul geralmente se referem a um agitado e energético estilo de soul, combinando a energia do R&B com a pulsante música gospel do sul dos Estados Unidos. O selo Stax Records de Memphis no Tennessee, nutriu um som distinto, que incluía a mixagem dos vocais mais ao fundo da gravação que a maioria das gravações de R&B contemporâneo, usando vibrantes passagens de trompa no lugar dos vocais de fundo, e um foco na extremidade mais baixa do espectro de freqüência. A grande maioria dos lançamentos da Stax foram acompanhadas pelas bandas de casa, Booker T and the MGs (com Booker T. Jones, Steve Cropper, Duck Dunn e Al Jackson) e os Memphis Horns (uma parte da secção de metais dos Mar-Keys).

## Alguns artistas de southern soul
- Allen Toussaint
- Al Green
- Johnny Adams
- Arthur Alexander
- William Bell
- Bobby "Blue" Bland
- Shirley Brown
- Solomon Burke
- James Carr
- Clarence Carter
- Otis Clay
- Willie Clayton
- Arthur Conley
- Don Covay
- Tyrone Davis
- Eddie Floyd
- Aretha Franklin
- Betty Harris
- Jimmy Hughes
- Luther Ingram
- Little Willie John
- Mable John
- Ruby Johnson
- Syl Johnson
- King Floyd
- Albert King
- Frederick Knight
- Jean Knight
- Denise LaSalle
- Bettye LaVette
- Jimmy McCracklin
- Little Milton
- Garnet Mimms
- Dorothy Moore
- Sam (Moore) & Dave (Prater)
- Ann Peebles
- Wilson Pickett
- James & Bobby Purify
- Otis Redding
- Mack Rice
- Bobby Rush
- Joe Simon
- Percy Sledge
- Mavis Staples
- Candi Staton
- Bettye Swann
- Tommy Tate
- Floyd Taylor
- Johnnie Taylor
- Joe Tex
- Mel Waiters
- Marvin Sease
- Carla Thomas
- Rufus Thomas
- Betty Wright
- O.V. Wright